# Villahermosa (Tolima)
Villahermosa es un municipio de Colombia, situado en la parte noroccidental del departamento del Tolima; forma parte del parque de los nevados, principal sitio turístico, donde nacen los ríos Azufrado y Lagunilla.

## Geografía
Distancias
- Distancia a Ibagué 142 kilómetros por la vía al Líbano  y 157 kilómetros por la vía a Falan-Palocabildo-Casabianca.

- Distancia a Bogotá: 225 kilómetros por la vía Cambao-Líbano y a 247 kilómetros por la vía Honda-Palocabildo.

Veredas: 42
Personajes: En la población nació Alfonso López Trujillo, que fue cardenal de la Iglesia católica hasta su fallecimiento en 2008.
Ríos: Río Lagunilla, río Azufrado, Laguna la Llorona, entre otras.
Temperatura: 18 grados centígrados  
Medios de comunicación: Emisora Villa FM estéreo 99.3 FM

### Límites municipales
Villahermosa está delimitada con los siguientes municipios, excepto una parte pequeña al suroccidente con el departamento de Caldas:
| Noroeste: Casabianca (Río Azufrado)                                           | Norte: Casabianca (Río Azufrado) | Nordeste: Falán                 |
| Oeste: Casabianca (Río Azufrado)                                              |                                  | Este: Armero                    |
| Suroeste: Villamaría ( Caldas), Murillo (Parque nacional natural Los Nevados) | Sur: Murillo (Río Lagunilla)     | Sureste: Líbano (Río Lagunilla) |

## Historia
Villahermosa fue fundado en 1863 por un grupo de colonos antioqueños, siendo los de mayor recordación entre otros, a los señores: Nacianceno Gallego, Leocadio Castaño, Alejandro y Manuel Echeverry, quienes se aventuraron por la Cordillera Central en busca de nuevas tierras con el ánimo de incorporarlas a los procesos productivos del departamento; de esa manera se asentaron en la región conocida como El Placer, al que posteriormente le dieron el nombre de La Bonita, dependiente del distrito de Santo Domingo, hoy Casabianca.
Tan acelerados fue el empuje y crecimiento del poblado que pronto fue elevado a la categoría de Distrito, según decreto N.º 650 del 13 de octubre de 1887. Por Decreto N.º 52 del 11 de abril de 1888, Casabianca pasó a ser Corregimiento de Villahermosa; llamada inicialmente La Bonita y luego Villahermosa. Según testimonio de José Jesús Franco Cardona, recogidos de sus antepasados (padres y abuelos) las primeras viviendas fueron construidas en el camino que conduce a Casabianca sobre ambas márgenes de la actual vía de integración municipal. En 1913-1914 Villahermosa contaba con un acreditado Zacatín, para la producción de aguardiente, localizado sobre la ribera de la quebrada La Bonita y administrado por Emiliano Zuluaga, cuya producción de llevaba hasta Ibagué desde donde se distribuía por todo el Departamento ya que era la única fábrica existente en el Tolima.
Existieron, igualmente, dos trilladoras de café de propiedad de Luis Felipe Yepes y Marco A. Arango que generaban cada una aproximadamente de 30 a40 empleos directos (10 a 20 mujeres como escogedoras y 15 a 20 empleados varones); eran tan altos los volúmenes que se manejaban que cada lunes y durante 4 meses (época de cosecha) salían hacia San Felipe recuas de hasta de 200 bueyes con cargas de café trillado de 10 arrobas y de regreso transportan bloques de sal y víveres para la creciente población.
El tiempo de recorrido, ida y vuelta, era de 4 días. Existieron además por los años de 1924, fábricas de velas, gaseosas y jabón; así como la Fundición de Domingo Arias. La tenería también tuvo auge con el manejo semanal de aproximadamente 50 pieles. Funcionaron dos industrias de curtiembres de propiedad de Alejandro Becerra y Pastor Casallas quienes las establecieron sobre la ribera de la quebrada La Esmeralda. La minería no ha tenido desarrollo, mientras que la guaquería sí; existe una mina de talco localizada en las veredas de Potosí y Primavera pero debido a los altos costos del transporte no han permitido su desarrollo. La extracción de oro se dio de manera incipiente en las veredas de Mina Pobre y Pavas.
La Casa Consistorial, sede Administrativa de Gobierno, hoy Alcaldía Municipal, se institucionalizó por los años de 1918-1920. Villahermosa ha tenido 4 Iglesias; la primera se construyó en madera sobre la Calle Real en donde se celebró el primer matrimonio y la primera misa. Posteriormente se construyó otra en madera que destruyó el terremoto de 1914; sobre el mismo sitio se construyó otra en madera que posteriormente fue derrumbada para permitir la construcción de la actual la que se inició durante 1946 por iniciativa del padre Francisco Osvaldo Aristizábal Jaramillo del municipio caldense de Aguadas.
En 1.903 Villahermosa se inicia como centro productor agropecuario por los grandes volúmenes de fríjol y maíz que producía como cultivos civilizadores los cuales eran llevados hasta Pereira; seguidamente se desarrolló la ganadería, el café y el cultivo de la caña panelera. La energía eléctrica llega a Villahermosa en 1.930 mediante la instalación de una planta hidráulica construida sobre el río Azufrado habiendo sido bendecida por el padre José Ramírez Sendoya; en este mismo año se inicia la pavimentación de las calles, ya que entonces eran todas empedradas.
El primer carro que llegó a Villahermosa lo trajo, en bueyes en 1926, Rafael Castellanos y luego Arturo Gálvez trajo un segundo vehículo. Por esa misma época existía la banda municipal Yarumal, la que antes se llamaba banda de los Canales y banda Ruda por cuanto sus integrantes eran miembros de la familia Ruda llegando a disponer de hasta 16 intérpretes; posteriormente apareció la banda Santa Cecilia.
La vía Líbano – Villahermosa se hizo a pico y pala y se terminó en 1959 y en 1958 se culminó la vía Casabianca – Villahermosa. El primer constructor urbanizador fue Marco A. Medina quien construyó más de 20 viviendas que vendía a personas de bajos recursos y buenas facilidades; eran casas en madera, grandes y bien distribuidas.

## Himno
| Coro Que los cielos desplieguen su gloria y este suelo se inunde de amor al sonar en el arpa la Historia de mi raza, mi pueblo y mi Dios. I Los titanes de Antioquia divina rebozantes de fuerza y valor conquistaron las tierras Andinas y encendieron en ellas un sol. II Y un pueblo bello replieguen del Ande ese astro en ciudad floreció tan hermosa, valiente y pujante que el Tolima su gloria envidió |  | III El nevado de rubia cabeza en la altura su guardia montó admirado de tanta belleza a sus plantas rendido de amor IV Su belleza divina y su gloria hoy anuncian sus cielos en paz y los hijos amados la Historia repetimos en suave compás V Como un largo y estático grito navegando en efluvios de amo Villahermosa la tierra de Cristo nos predica al santuario de Dios |  | VI A la Patria la gloria cantemos al unísono himno de amor y que todos la vida ofrendemos en el ara divina de Dios VII Si tiranos la patria amenazan ofrendemos la vida, el honor que patriotas los yugos rechazan derramando su sangre ante Dios VIII Dos laureles sus hijos queremos De las ciencias clarísima luz Y que noches terribles miremos El brillante fulgor de la cruz. |  |  |